# Urgulania
Urgulania – prominentna arystokratka w Rzymie w okresie panowania Augusta i Tyberiusza.
Bliska przyjaciółka cesarzowej Liwii Druzylli. Jej wnuczka Plaucja Urgulanilla została żoną cesarza Klaudiusza. Tacyt relacjonuje, że Urgulania z powodu przyjaźni z Liwią uważała się za postawioną ponad prawem. Kiedy została pozwana przed sąd przez Pizona Augura, nie usłuchała wezwania, ale udała się do pałacu cesarskiego, zaś Liwia skarżyła się Tyberiuszowi, że postępowanie Pizona jest jej osobistą obrazą. Spór zakończyło wpłacenie przez Liwię żądanej sumy, gdy to Tyberiusz zamierzał osobiście stawić się przed trybunał pretora. O wpływach Urgulanii świadczy też to, że występując w charakterze świadka w pewnej sprawie wymogła przybycie pretora do jej domu dla złożenia zeznań. Takiego przywileju nie miały nawet westalki.
W 24 n.e. skończyły się wpływy Urgulanii na skutek dwóch wydarzeń w jej rodzinie. Wnuk, Plaucjusz, został oskarżony o zamordowanie swojej żony, Apronii. Przed rozpoczęciem procesu, Urgulania przesłała mu sztylet, milcząco wskazując mu powinność popełnienia samobójstwa, co ten uczynił. Drugi cios w pozycję Urgulanii to rozwód Klaudiusza z jej wnuczką Urgulanillą, oskarżoną o cudzołóstwo. Po tych wydarzeniach Urgulania znika ze źródeł.
| Urgulania                       |
| \| 1. Marek Plaucjusz Sylwan \| |
| 1. Marek Plaucjusz Sylwan       |

| 1. Marek Plaucjusz Sylwan |

| Marek Plaucjusz Sylwan |
| konsul 2 p.n.e.        |
| \| 1. Larcja \|        |
| 1. Larcja              |

| 1. Larcja |

| Plaucja Urgulanilla       |
| \| 1. Klaudiusz cesarz \| |
| 1. Klaudiusz cesarz       |

| 1. Klaudiusz cesarz |

| Plaucjusz Sylwan                      |
| pretor, oskarżony o zamordowanie żony |
| \| 1. Numantyna \| \| 2. Apronia \|   |
| 1. Numantyna                          |
| 2. Apronia                            |

| 1. Numantyna |
| 2. Apronia   |